# Ctenophorus vadnappa
Ctenophorus vadnappa — вид ігуаноподібних ящірок родини агамових (Agamidae). Ендемік Австралії.

## Поширення і екологія
Ctenophorus vadnappa мешкають в Південній Австралії, від півночі гір Фліндерс до озера Торренс. Вони живуть серед валунів і скель.